# Alexandru Ștefănescu
Alexandru Ștefan Ștefănescu (ur. 15 kwietnia 1999 w Bukareszcie) – rumuński narciarz alpejski, olimpijczyk z Pekinu 2022.

## Życie prywatne
Dorastał w Bukareszcie. Później przeprowadził się z rodziną do kurortu narciarskiego Azuga.

## Osiągnięcia

### Igrzyska olimpijskie
| Rok  | Miejscowość | Konkurencja   | Czas biegu | Miejsce |
| ---- | ----------- | ------------- | ---------- | ------- |
| 2022 | Pekin       | Slalom        | 2:00,42    | 35.     |
| 2022 | Pekin       | Slalom gigant | 2:33,21    | 32.     |

### Mistrzostwa świata
| Rok  | Miejscowość       | Konkurencja   | Czas biegu | Miejsce |
| ---- | ----------------- | ------------- | ---------- | ------- |
| 2021 | Cortina d’Ampezzo | Slalom        | DNF        | DNF     |
| 2021 | Cortina d’Ampezzo | Slalom gigant | 3:04.76    | 38.     |

### Igrzyska olimpijskie młodzieży
| Rok  | Miejscowość | Konkurencja     | Czas biegu | Miejsce |
| ---- | ----------- | --------------- | ---------- | ------- |
| 2016 | Lillehammer | Slalom          | DNF        | DNF     |
| 2016 | Lillehammer | Slalom gigant   | DNF        | DNF     |
| 2016 | Lillehammer | Supergigant     | DNF        | DNF     |
| 2016 | Lillehammer | Superkombinacja | 2:04.53    | 27.     |